# 1964 год в шашках
1964 год в шашках
Главным событием года стал Чемпионат мира по международным шашкам. Он прошёл с 20 июня по 1 июля в Мерано, Италия. В турнире приняли участие 17 спортсменов из 13 стран. Чемпионом мира стал представитель СССР Вячеслав Щёголев, вице-чемпионом также представитель СССР Исер Куперман, бронза у шашиста из Сенегала Бабы Си.
Прошли очередные национальные чемпионаты (по международным шашкам): СССР, Нидерландов, Франции.

## Соревнования Федерации шашек СССР
| соревнование                                                 | место проведения и дата                                                         | участники                                                                              | общее количество участников  |
| ------------------------------------------------------------ | ------------------------------------------------------------------------------- | -------------------------------------------------------------------------------------- | ---------------------------- |
| X личное первенство СССР по международным шашкам, полуфиналы | Днепропетровск, 3-17 марта                                                      | Победители первенств союзных республик, Москвы, Ленинграда, сборная СССР               | 100                          |
| X личное первенство СССР по международным шашкам, финал      | Одесса, 1-23 октября                                                            | чемпион мира, чемпион СССР, победители полуфиналов                                     | 20                           |
| XXIV личное первенство СССР по русским шашкам, полуфиналы    | Рига, 3-17 апреля                                                               | Победители первенств союзных республик, ДСО, первенств СССР по переписке, сборная СССР | 100                          |
| XXIV личное первенство СССР по русским шашкам, финал         | Смоленск, 1-16 октября                                                          | Чемпион СССР, гроссмейстеры СССР, победители полуфиналов                               | 20                           |
| всесоюзные турниры кандидатов в мастера спорта               | 1-14 мая, города: Алма-ата (100), Фрунзе (64), Ереван (64), Таллинн (юноши-100) | сильнейшие кандидаты в мастера спорта                                                  | по 14 в каждом из 4 турниров |
| командное первенство СССР, полуфиналы                        | Алма-Ата, Вильнюс, 8-18 июня                                                    | команды ДСО и ведомств                                                                 | 16                           |
| командное первенство СССР, финал                             | Москва, 16-28 ноября                                                            | победители полуфиналов                                                                 | 48                           |
| турнир коллективов физической культуры                       | Баку, 8-18 июня                                                                 | команды сильнейших коллективов физической культуры республик и гг. Москвы, Ленинграда  |                              |
| Личное первенство среди женщин, полуфиналы                   | Уфа, июль 5-27                                                                  | победительницы первенств союзных республик, Москвы, Ленинграда, сборная СССР           | 50                           |
| Личное первенство среди женщин, финал                        | Уфа, 27 июля-8 августа                                                          | победительницы полуфиналов, чемпионка СССР 1963                                        | 18                           |